# Burg Rotenburg (Wümme)
Die Rotenburg war eine hochmittelalterliche Burg des Bistums Verden, die zur Keimzelle der niedersächsischen Kreisstadt Rotenburg wurde. Heute sind von der Burg nur noch ein Schutthügel auf dem erhöhten Burgplatz und im Osten die Reste der letzten Befestigungsgräben erkennbar.

## Geschichte
Die Rotenburg wurde durch Bischof Rudolf I. von Verden zwischen 1192 und 1198 als Grenzfestung gegen die bremische Burg Ottersberg und gegen die Grafschaft Hoya errichtet. Sie entwickelte sich zur Nebenresidenz der Bischöfe und zum bedeutenden Verwaltungssitz. Die Bischöfe entzogen sich dort häufig der Nähe und damit dem Einfluss des Verdener Domkapitels.
Im 14. und 15. Jahrhundert diente die Burg auch öfter als Pfandobjekt und wurde stufenweise ausgebaut. Unter Bischof Nikolaus von Kesselhut (1312–1332) wurde sie erneuert und mit einem festen Turm und einer neuen Ringmauer versehen. In der Amtszeit von Bischof Daniel von Wichtrich (1340–1359) wurde die Befestigung verstärkt. Weitere Baumaßnahmen verantwortete Bischof Johann II. (1381–1388). Unter Bischof Johannes III. von Asel (1426–1470) wurden die Gräben wiederhergestellt und die Befestigung erneut verstärkt. Darüber hinaus ließ er eine große und eine kleine Burgkapelle, zwei Rundtürme und eine Bücherei erbauen. Sein Nachfolger Berthold von Landsberg (1470–1502) setzte den Ausbau mit der Errichtung eines Torturms sowie eines neuen Gebäudes auf der Ostseite und der Erneuerung von Wällen und Gräben fort.
1547 wurde die Burg im Schmalkaldischen Krieg erstürmt und beschädigt. Der erste protestantische Verdener Fürstbischof Eberhard von Holle (1578–1586) ließ einige Gebäude im Renaissancestil erneuern und den Turm des Bischofs Nikolaus abreißen und an anderer Stelle wiedererrichten. Unter dem nächsten Bischof, Philipp Sigismund von Braunschweig-Wolfenbüttel, wurde die gesamte Anlage von 1587 bis 1610 umgebaut.
Im Dreißigjährigen Krieg fiel Rotenburg unter schwedische Herrschaft und wurde zum Amtssitz. 1648 entstand durch den Anbau einiger Zimmer an ein Gartenhaus der erste Amtshof. Königin Christina von Schweden vergab nach dem Krieg Amt und Schloss Rotenburg an den von ihr in den Grafenstand erhobenen Feldmarschall Hans Christoph von Königsmarck. 1681 fiel beides zurück an die schwedische Krone. Während der bis 1719 bestehenden schwedischen Herrschaft wurde die Burg zur modernen, mit Bastionen versehenen Festung nach niederländischer Art umgebaut. Ab 1680 wurden die Festungsanlagen und Gebäude niedergelegt. Auf dem zum Kurfürstentum Braunschweig-Lüneburg gehörenden Schlossgelände wurde 1719 ein als Gefängnis und Amtsstube dienendes Gebäude errichtet. 1745/46 wurde der Amtshof wegen Baufälligkeit abgerissen und das heute bestehende Gebäude errichtet. Im Siebenjährigen Krieg wurde 1757 die Befestigung in vereinfachter Form wiederhergestellt. Im Verlauf der Napoleonischen Kriege wurde die Festung erneut wieder in Betrieb genommen und wechselte mehrfach den Besitzer. 1841/43 wurde ein neues Amtsgebäude am Pferdemarkt unter Verwendung der Steine der letzten Befestigungsreste errichtet. Daraufhin wurden das alte Amtsgebäude auf dem Schlossgelände abgebrochen und 1845 die Reste der Schanze eingeebnet. Seit 1954/55 ist auf dem Burgareal das Rotenburger Heimatmuseum in einem niederdeutschen Hallenhaus von 1779 untergebracht, das auf das Gelände transloziert worden war.

## Beschreibung

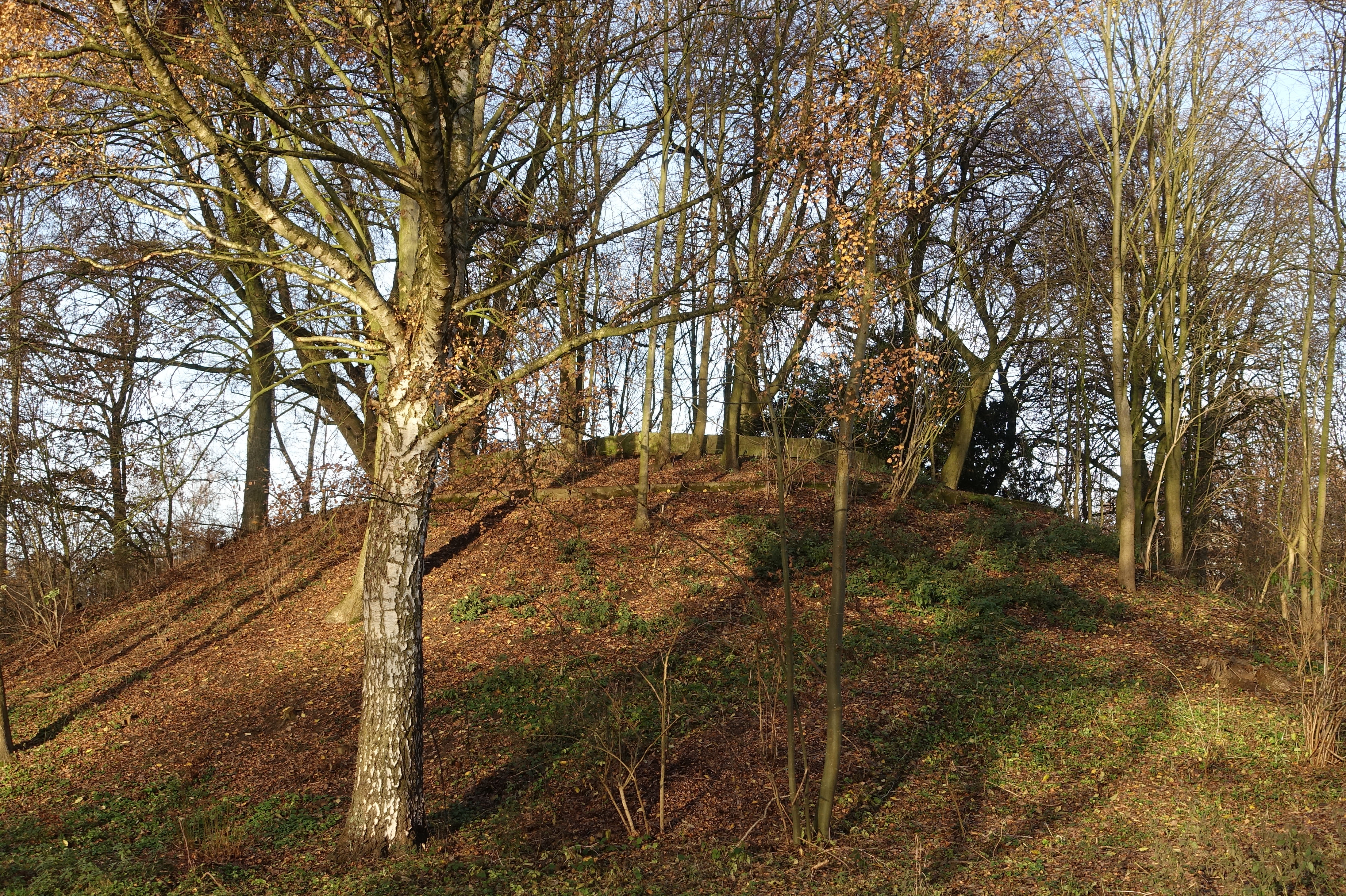
Die sogenannte Bischofshöhe auf der Rotenburg

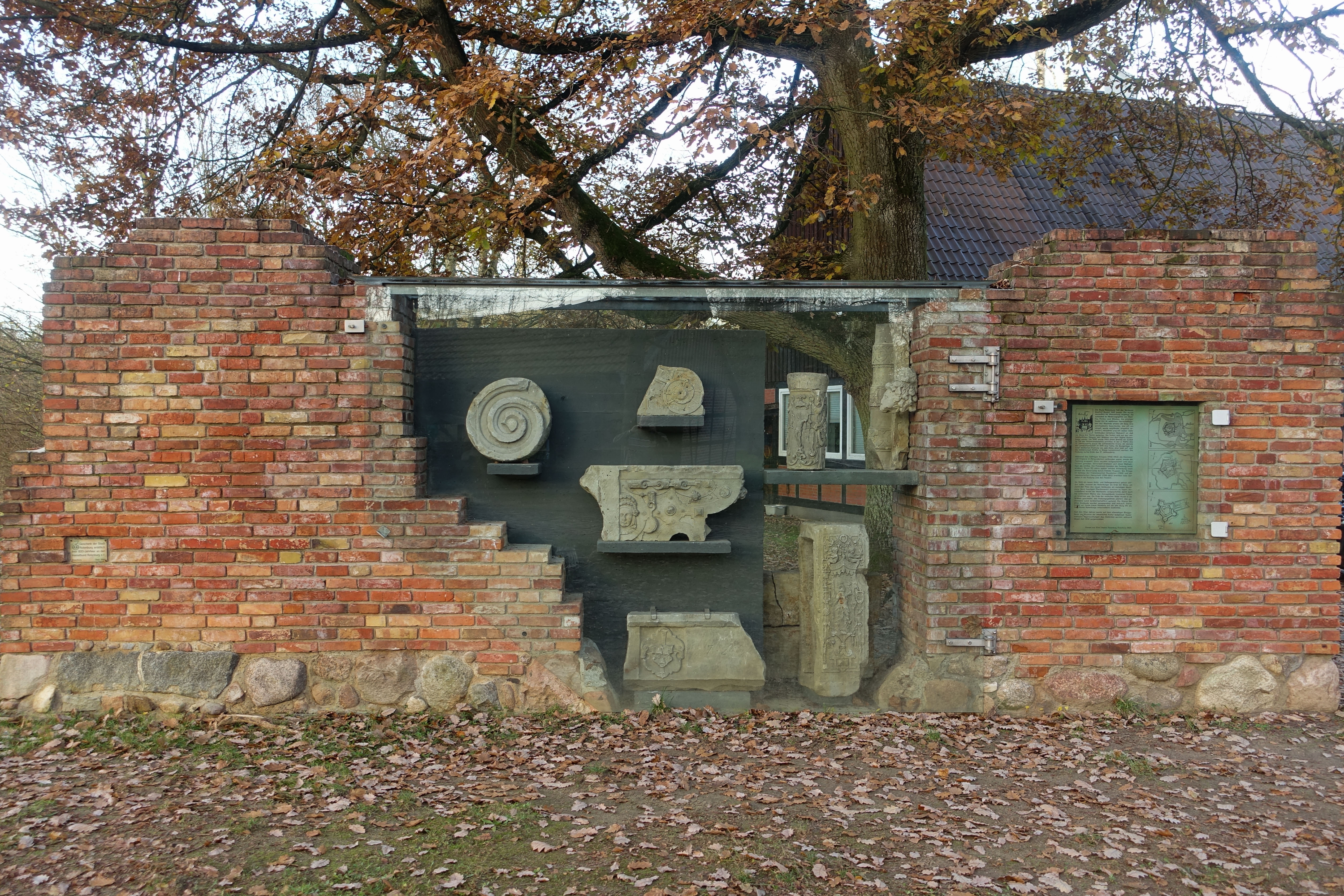
Installation mit Architekturresten der Rotenburg

Die Rotenburg lag an der Wümme im sumpfigen Mündungsgebiet der Bäche Rodau und Wiedau. Über ihr Aussehen in ihren unterschiedlichen Bauzuständen als Burg, Schloss und Festung ist wenig bekannt. Die Backsteingebäude waren auf Pfählen gegründet, auf die waagrechte Balken und Findlingsfundamente gelegt wurden. Von der mittelalterlichen Burg wurden in ihrem Torbereich die 2,35 m starken Mauern eines Turmes von ca. 14 m Durchmesser ergraben. Er war schon abgetragen gewesen, als neben ihm ein massives rechteckiges Bauwerk – vermutlich ein Pforthaus – errichtet wurde.
Als Wirtschaftshof gehörte der nördlich der Brücke über die Wümme gelegene Amtshof zur Burg. Der Ausbau zur Festung während des Dreißigjährigen Krieges zerstörte wahrscheinlich die Reste der Burgbefestigung. Von der Festung sind unterschiedliche Pläne erhalten, bei denen aber unklar ist, welcher in welchem Maße zur Ausführung kam.
Heute erkennbar sind nur noch ein Schutthügel auf dem erhöhten Burgplatz und im Osten die Reste der letzten Befestigungsgräben. Außerdem ist mit der „Bischofshöhe“ ein letzter Rest der Festung vorhanden, der nachträglich versteilt und wohl auch aufgehöht wurde.